# Сухолітівка
Сухолі́тівка — село в Україні, у Новомиргородській міській громаді Новоукраїнського району Кіровоградської області. Населення становить 39 осіб.

## Історія
У Сухолітовому та Костецькому байраках в околицях нинішнього села до 1750-х років стояли пасіки петроострівських козаків Василя Вовкодава, Якова Колодяжненка та Семена Вовкодавченка.
Сухолітівка — колишня єврейська колонія Байковича.

## Населення
Згідно з переписом УРСР 1989 року чисельність наявного населення села становила 39 осіб, з яких 16 чоловіків та 23 жінки.
За переписом населення України 2001 року в селі мешкало 39 осіб.

### Мова
Розподіл населення за рідною мовою за даними перепису 2001 року:
| Мова       | Відсоток |
| ---------- | -------- |
| українська | 89,74 %  |
| молдовська | 10,26 %  |